# Сенігів
Сені́гів — село в Україні, у Михайлюцькій сільській громаді Шепетівського району Хмельницької області. Населення становить 202 особи.

## Географія
Сенігів розташований на півночі Шепетівського району, за 22 км від районного центру, за 160 км від обласного центру за на західній околиці села Рилівка, на півдорозі до села Яблунівка. З сусідніми селами з'єднаний асфальтованою дорогою.
Сусідні населені пункти:

## Населення
Населення села становить 202 особи (2007). Рідною українську мову назвали 100% населення.

## Історія
В кінці 19 століття в селі 81 будинок  і 486 жителів.
Сенігів належав: до 1921 року до Хоровецької волості Волинської губернії, з  1921 по 1926 р. Берездівського району Волинської області, з 1926 по 1930 р. Судилківського району Вінницької області, з 1931 по 1934 р.  Шепетівського району Вінницької області, з 1935  по 1937 р. Берездівського  району Вінницької області, з 1937  по  1954 р. Берездівського району Кам'янець-Подільської області, з 1954 по 1959 р.  Берездівського району Хмельницької  області, з 1959 Шепетівського району Хмельницької області. З 2020 р. входить до складу Михайлюцької сільської громади.